# 巴耶格蘭德縣 (阿根廷)

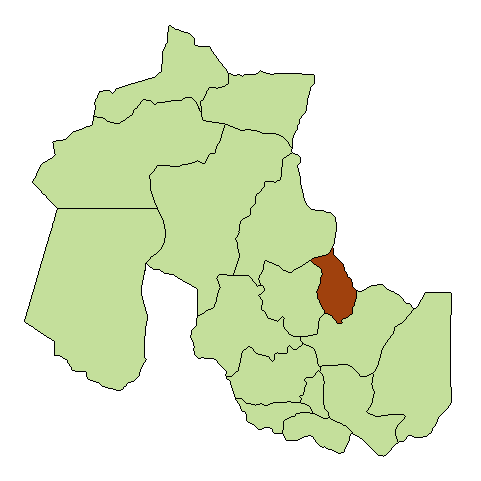

23°28′33″S 64°56′52″W / 23.47583°S 64.94778°W
巴耶格蘭德縣（西班牙語：Departamento de Valle Grande），是阿根廷的縣份，位於該國西北部胡胡伊省，首府設於巴耶格蘭德，面積962平方公里，該地區的地震活動頻繁和低強度，2010年人口2,451，人口密度每平方公里2.55人。